# Giovanni Durando
Giovanni Durando (ur. 23 czerwca 1804 w Mondovì, zm. 27 maja 1869 we Florencji) – włoski generał i polityk. Brat Giacomo Durando.
Jako generał odznaczył się w bitwie pod Custozza.